# Филип II фон Еберщайн
Филип II фон Еберщайн (на немски: Philipp II von Eberstein; * 1523; † 11 септември 1589 в Ремлинген, Бавария) е от 1562 г. до смъртта си граф на Еберщайн в Ной-Еберщайн, императорски съветник, главен хауптман и фогт на Предна Австрия.
Той е най-възрастният син на граф Вилхелм IV фон Еберщайн-Ной-Еберщайн (1497 – 1562) и съпругата му Йохана фон Ханау-Лихтенберг (1507 – 1572), дъщеря на граф Филип III фон Ханау-Лихтенберг (1482 – 1538) и маркграфиня Сибила фон Баден (1485 – 1518).
Като млад той отива на испанска служба, където по-малкият му брат Ото IV (1533 – 1576) го последва. През 1556 г. става императорски фогт в Предна Австрия. След смъртта на баща му Филип го наследява заедно със задъълженията от 75 800 талери. Той се разболява душевно и през 1577 г. по заповед на император Рудолф II получава опекун. След дълго боледуване Филип умира на 11 септември 1589 г.

## Фамилия
Филип се жени 1756 г. за два пъти вдовицата Жана де Белойл (* 1525; † 12 август 1563) от Фландрия, господарка на Дукслийо. Бракът е бездетен.
Филип се жени втори път на 20 януари 1566 г. за графиня Катарина цу Щолберг-Вертхайм († 22 август 1598 във Вертхайм), вдовица и наследничка на граф Михаел III фон Вертхайм (1529 – 1556), дъщеря на граф Лудвиг цу Щолберг и Валпурга Йохана фон Вид.
Те имат децата:
- Сибила († януари 1604), ∞ 1596 г. за граф Йохан II фон Бронкхорст-Батенбург-Гронсфелд и Лимбург (1550 – 1617)
- Йохана († 1633)

∞ 1601 граф Айтел Фридрих IV фон Хоенцолерн-Хехинген (1545 – 1605)
∞ 1606 фрайхер Йохан Георг фон Кьонигсег (1568 – 1622)
- Фелицитас († ок. 1621), абатиса в манастир Херфорд
- Мария, ∞ на 16 октомври 1600 г. за граф Кристоф Франц фон Волкенщайн-Тростбург (1567 – 1633)

От Агата фон Утрехт той има една дъщеря.
- Анна фон Розенщайн (* ок. 1551), на която завещава 1500 талери.